# Oehnböck
Oehnböck ist ein Gemeindeteil von Egling im oberbayerischen Landkreis Bad Tölz-Wolfratshausen. Das Dorf liegt circa zwei Kilometer östlich von Egling an der Staatsstraße 2070.

## Baudenkmäler
- Wegkapelle, erbaut Mitte des 19. Jahrhunderts